# Petinha-dos-campos

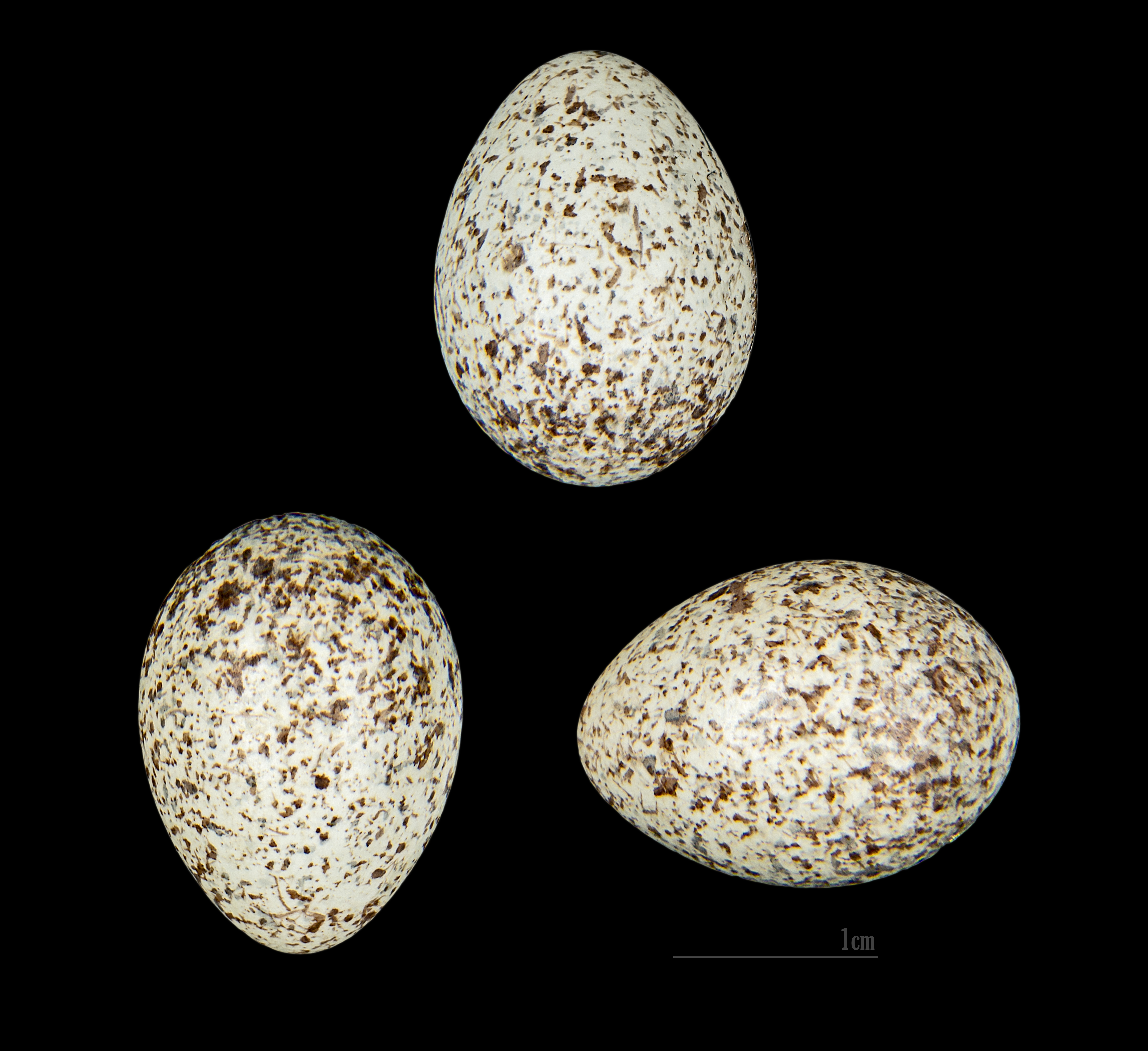
Anthus campestris MHNT

Anthus campestris (L.), vulgarmente chamado cotovia e petinha-dos-campos, é uma ave da ordem Passeriformes, da família Motacillidae. É maior e mais clara que as outras petinhas, assemelhando-se a uma alvéola na sua estrutura, especialmente pela longa cauda, que lhe confere um ar elegante. Habita a Região Paleártica na maior parte do ano, migrando, no inverno, para a África e para a Índia.
Em Portugal, nidifica nas serras mais importantes e também nalgumas terras baixas do sul. É uma espécie migradora que passa o Inverno em África.

## Alimentação
A dieta da petinha-dos-campos é composta sobretudo por insectos. No Inverno, também pode incluir algumas sementes.